# Phil Esposito Trophy
Il Phil Esposito Trophy è stato un premio annuale assegnato dal 1979 al 1984 dalla Central Hockey League al miglior marcatore della stagione. Il trofeo fu chiamato così in onore di Phil Esposito, giocatore membro della Hockey Hall of Fame che durante la stagione 1963-64 giocò 43 incontri in CHL con un totale di 54 punti con la maglia dei St. Louis Braves prima di trasferirsi nella National Hockey League con i Chicago Black Hawks.

## Vincitori
| Stagione | Giocatore      | Squadra                 | Punti |
| -------- | -------------- | ----------------------- | ----- |
| 1979-80  | Doug Palazzari | Salt Lake Golden Eagles | 109   |
| 1980-81  | Joe Mullen     | Salt Lake Golden Eagles | 117   |
| 1981-82  | Bob Francis    | Oklahoma C. Stars       | 114   |
| 1982-83  | Wes Jarvis     | Birmingham South Stars  | 108   |
| 1983-84  | Scott MacLeod  | Salt Lake Golden Eagles | 118   |

## Prima del premio
Seguono i migliori marcatori in stagione regolare della Central Hockey League prima dell'istituzione del Phil Esposito Trophy.
| Stagione | Giocatore      | Squadra                 | Punti |
| -------- | -------------- | ----------------------- | ----- |
| 1963-64  | Alain Caron    | St. Louis Braves        | 125   |
| 1964-65  | Tom McCarthy   | Tulsa Oilers            | 97    |
| 1965-66  | Art Stratton   | St. Louis Braves        | 94    |
| 1966-67  | Art Stratton   | St. Louis Braves        | 90    |
| 1967-68  | Ron Ward       | Tulsa Oilers            | 85    |
| 1968-69  | Jim Lorentz    | Oklahoma C. Blazers     | 101   |
| 1969-70  | Jack Egers     | Omaha Knights           | 90    |
| 1970-71  | Pierre Jarry   | Omaha Knights           | 92    |
| 1971-72  | Ross Perkins   | Fort Worth Wings        | 97    |
| 1972-73  | Lyle Moffat    | Tulsa Oilers            | 80    |
| 1972-73  | Danny Gruen    | Fort Worth Wings        | 80    |
| 1973-74  | Wayne Schaab   | Omaha Knights           | 89    |
| 1974-75  | Wayne Schaab   | Omaha Knights           | 85    |
| 1975-76  | Jim Wiley      | Tulsa Oilers            | 96    |
| 1976-77  | Steve West     | Oklahoma C. Blazers     | 96    |
| 1977-78  | Doug Palazzari | Salt Lake Golden Eagles | 82    |
| 1978-79  | Rick Shinske   | Salt Lake Golden Eagles | 88    |